# Фонетика
Фонетиката е наука (дял от лингвистиката), която изучава звука, неговия строй и системата на човешкия език, както и звуковите промени в думите.
Тя разглежда начина на образуване на звуковете, описва точно съответните движения на говорните органи при произнасяне на даден звук, изследва физическите (акустическите) качества на звука. Физиологията на говорните органи ни запознава подробно с устройството, взаимното разположение и службата на тези органи, без да се интересува от функциите на произвежданите звукове в процеса на езиково общуване. Фонетиката не изключва подробно изследване на звуковете от физиологическо и акустическо гледище, но обръща внимание на службата на звуковете с оглед на комуникативната функция на езика. Наред с изучаване на говорните звукове в предмета на фонетиката влизат и суперсегментните явления като ударението и различните видове интонация, проблемите за сричката, звуковите промени, законите на звуковата съчетаемост и т.н. Задача на фонетиката е да изучи както особеностите на звуковата материя, така и особеностите на нейната структура или форма на описанието на звуковата страна на езика. Това означава, че фонетиката в еднаква степен трябва да представи звуковете както от гледище на тяхното функциониране, така и от гледище на тяхното материално осъществяване. Единството на двете страни определя всъщност спецификата на даден език.

## Видове фонетика

### Обща фонетика
Фонетиката може да се занимава изобщо със звуковете на човешката реч или със звуковата система на определен език или диалект. Общата фонетика има за предмет изучаването на всички звукови възможности на говорния апарат и на начините на тяхното използване в системите на различните езици. Тя разглежда фонетични проблеми, които се отнасят до всички или до повечето езици. Такива проблеми са: устройство и функции на говорните органи; образуване на звуковете на речта; смислоразличителна служба на звуковете в потока на речта; зависимост между фонетичните явления и връзка между фонетични и нефонетични явления.

### Специална фонетика
Тя се занимава със звуковата система на един или на няколко сродни езика. Специалната фонетика засяга в известна степен и въпроси на общата фонетика, но с оглед на своите цели.

### Историческа фонетика
Тя има за задача да изучи звуковия развой на даден език в продължение на редица епохи. Тя проследява постепенния преход на даден звук в друг, изчезването на едни звукове и появата на други, и т.н.

### Сравнителна фонетика
Тя има за предмет сравнителното изучаване на звуковите системи на група сродни езици. Сравнителната система има двояка задача: първо, въз основа на данните на най-старите паметници на съответните езици, тя се стреми да реконструира звуковата система на техния първоизточник (праезик), на второ място – да проследи закономерните изменения на отделните звукове на праезика и постепенното оформяне на звуковите системи на отделните езици.

### Теоретична фонетика
Тя проучва и решава принципни въпроси, които могат да бъдат по-общи или по-специални, като например: мястото на фонетичната система в структурата на езика, проблема за фонетичното членение и т.н. Теоретичната фонетика спомага за изясняване на много факти от областта на историческата и сравнителната граматика, на историята и етимологията на думите.

### Практическа фонетика
Тя служи предимно за целите на езиковото обучение. Запознаването с учленително-слуховата характеристика на звуковете на родния език спомага за усвояване на правилно произношение е нормите на правоговора. Практическата фонетика има голямо значение и при изучаването на чужди езици, особено за овладяване на разговорната реч.
Дели се на 3 вида: артикулационна, акустична, аудиторна.

## Аспекти на изучаване на говорния звук

### Артикулационен аспект
Артикулационната (учленителна) страна на говорната комуникация засяга образуването на звука като последица от действието на говорните органи. Изучава се движението на говорните органи при произвеждането на реч. Основните методи на артикулационната фонетика са рентгенографският и палатографският.
Рентгенографията позволява да се заснеме статично (снимка) или динамично (филм) устната кухина в профил, за да се види движението на езика, мекото небце и устните по време на учленяването. Палатографията илюстрира допирните точки на езика с небцето в хоризонтална равнина, което иначе трудно би се видяло на една рентгенограма.

### Акустичен аспект
Акустичната (слухова) страна засяга звуковото явление като физически процес – въздушни трептения (вълни) с различна честота и сила, които се възприемат от човешкото ухо. Всеки звук има характерни акустични характеристики (честотни, амплитудни и времеви) които го отделят от другите звуци и които се анализират от слуховия апарат и мозъка за да се определи към коя фонема принадлежи даденият звук.
Този аспект от фонетиката намира голямо приложение в областта Разпознаване на реч в технологиите.

### Лингвистичен аспект
Лингвистичната страна засяга значението на звука като смислоразличителен елемент – фонема. Изследват се дискретните признаци които разграничават фонемите една от друга (звучност/беззвучност, място на учленяване и т.н.), наборът от фонеми на даден език като цяло, както и съчетаването на фонемите в свързана реч.